# Gemeinschaft der Gemeinden
Eine Gemeinschaft der Gemeinden (GdG) ist eine Gliederungseinheit im Bistum Aachen, zu der sich jeweils mehrere benachbarte Pfarreien zusammengeschlossen haben. Insgesamt bestehen im Bistum 71 Gemeinschaften der Gemeinden.

## Entstehung und Ziele
Das Ziel der Zusammenarbeit in den „pastoralen Räumen der ‚Kirche am Ort‘“ formuliert das Bistum wie folgt:

„Ziel der Gemeinschaft von Gemeinden ist die Koordination der Pastoral und eine verbindliche Form der Kooperation der beteiligten Gemeinden. Unter Gemeinden werden dabei Pfarren und andere Gemeinden – z.B. Gemeinden anderer Kultur und Sprache / Missionen, kategoriale Gemeinden – verstanden.“

Im Jahr 2000 hatte Bischof Heinrich Mussinghoff einen Prozess initiiert, der Nachbargemeinden zu einer verbindlichen Zusammenarbeit führen sollte. Grundlage waren der Einsatzplan „Pastorale Ämter und Dienste“ und der „Strukturplan für die Ebene Kirche am Ort“, durch die der Einsatz von Priestern und Diakonen sowie Pastoral- und Gemeindereferenten im Bistum geregelt werden. Vorangegangen war ein spiritueller Impuls zur Vernetzung innerhalb einer Pfarrgemeinde und zwischen Pfarrgemeinden, den Bischof Klaus Hemmerle unter dem Leitwort „Weggemeinschaft“ in seinem Fastenhirtenbrief 1989 gegeben hatte. Er hatte zu mehreren „Weggemeinschaften“ benachbarter Pfarreien im Bistum geführt. Bischof Hemmerle hatte geschrieben: „Wie kann jede Gemeinde eine Weggemeinschaft werden, in der viele Dienste sich gegenseitig ergänzen und nicht alles vom Priester oder von den Hauptamtlichen erwartet wird? Wie können wir uns eine Weggemeinschaft zwischen mehreren Gemeinden vorstellen, in der wir Gaben und Aufgaben, Leben und Dienste, auch priesterlichen Dienst, miteinander teilen?“

## Struktur
Der Prozess der Bildung der Gemeinschaften der Gemeinden wurde 2010 abgeschlossen. 71 Gemeinschaften der Gemeinden entstanden flächendeckend in allen acht Regionen des Bistums (Aachen-Stadt, Aachen-Land, Düren, Eifel, Heinsberg, Kempen-Viersen, Krefeld und Mönchengladbach). In 27 dieser Gemeinschaften kam es zu einer Fusion der beteiligten Gemeinden zu einer einzigen Pfarrei, in den übrigen blieben die einzelnen Pfarreien rechtlich selbständig und behielten gegebenenfalls ihren kanonischen Pfarrer und den Kirchenvorstand, aber sie vereinbarten eine dauerhafte Zusammenarbeit unter Leitung eines vom Bischof ernannten Pfarrers, der in erster Linie eine koordinierende Aufgabe hat. Theologische Optionen und pastorale Grundhaltungen zur Gemeinschaft der Gemeinden sind in „Leitlinien der Pastoral in den Gemeinschaften der Gemeinden des Bistums Aachen“ niedergelegt. Innovative pastorale Projekte in einzelnen Gemeinschaften werden vom Bistum finanziell gefördert.
Auf der Ebene der Gemeinschaft der Gemeinden amtiert ein GdG-Rat, der verantwortlich ist für die grundlegenden Fragen der Pastoral. Die einzelnen Pfarreien haben einen Pfarreirat. Ferner kann es Gemeinderäte für Untergliederungen in der Gemeinschaft der Gemeinden geben; dies können in territorialer Gliederung eine ehemalige Pfarrei oder Kaplanei (nach Fusion) sein, aber auch eine Personalgemeinde in der kategorialen Seelsorge wie Jugendkirche, Hochschulgemeinde oder Krankenhausseelsorge.